# Xenopsylla hamula
Xenopsylla hamula är en loppart som beskrevs av Jordan 1925. Xenopsylla hamula ingår i släktet Xenopsylla och familjen husloppor. Inga underarter finns listade i Catalogue of Life.